# Fontana Bolla
Fontana Bolla (localmente nota come  'a Volla) è una sorgente carsica localizzata lungo il versante Nord del Colle Pizzuto, estrema propaggine settentrionale del massiccio carbonatico mesozoico del Camposauro, in Provincia di Benevento.

## Ubicazione
Le scaturigini sono costituite da due polle sorgive (Fontana Bolla I, II) localizzate in Contrada Cese, Casa della Bolla, nel settore orientale del territorio comunale di Solopaca, alla quota di 59 m s.l.m.

## Caratteristiche idrogeologiche
La sorgente ricade nel bacino idrografico del Fiume Calore Irpino, sinistra idrografica; presenta regime costante durante tutto l'anno con Indice di Meinzer compreso tra 1 e 1,5 essendo collegata al sistema carsico profondo del Monte Camposauro, che drena verso NNW con travaso idrico nella fascia detritica di raccordo con la Piana fluviale della Valle Telesina. Le portate non superano i 5 l/min. 
L'affioramento della piezometrica genera una diffusa venuta a giorno di acque carsiche, tuttavia si tratta di una sorgente per soglia di permeabilità sovrimposta, essendo collegata al dislocamento tettonico operato dalla faglia basale del Colle Pizzuto.

## Peculiarità geologiche
Uno studio condotto nell'area della Valle Telesina Occidentale ha fornito una completa caratterizzazione idrogeochimica della sorgente. I risultati forniscono interessanti indizi sul forte grado di termalismo dell'area, contraddistinto dalla risalita di fluidi juvenili, in particolare Anidride carbonica e Acido solfidrico. 
La sorgente presenta acque bicarbonato-calciche con forte arricchimento in cationi alcalinoterrosi. Il residuo fisso di 820 mg/l la colloca tra le acque mineralizzate, non adatte al consumo umano. 
L'attività juvenile con forte degassazione di anidride carbonica è da ricollegarsi all'attività tettonica della faglia citata e il lavoro preso in esame individua Fontana Bolla come limite sudorientale di una zona a forte anomalia termica ed idrogeochimica, legata ad un sistema tettonico trastensivo destro attivo.

## Stato di naturalità
La sorgente è inserita in un contesto ambientale di notevole pregio, essendo localizzata al contatto con la piana di esondazione in sinistra idrografica del Fiume Calore Irpino che qui evolve nel suo stato di senilità in ampi meandri verso il tratto terminale a partire dalla stazione ferroviaria di Solopaca. 
Una fitta vegetazione ripariale, costituita da canneto e pioppeto con cespugli di ginestra, ninfee e muschio abbondante caratterizza il sito. Malgrado ciò le polle sorgive risentono negativamente della presenza della superstrada Telesina, essendo localizzate sotto un viadotto di quest'ultima, infatti si sono registrati in passato abbandoni illegali di rifiuti vari nei paraggi.